# DDR-Meisterschaften im Schwimmen 1973

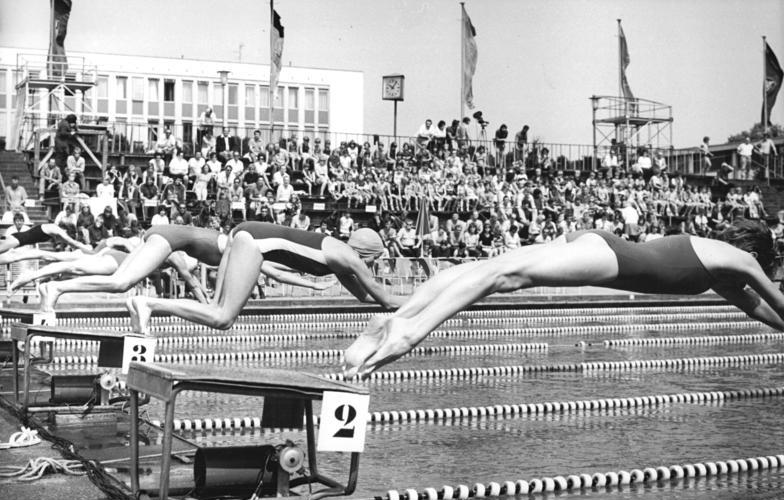
Austragungsort der DDR-Meisterschaften im Schwimmen 1973

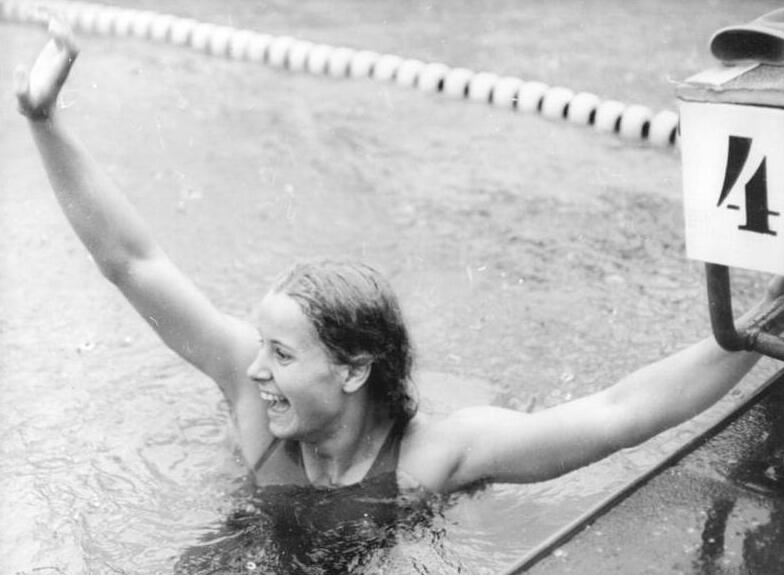
Jubel von Kornelia Ender nach ihrem Weltrekord über 100 m Freistil.

Die DDR-Meisterschaften im Schwimmen wurden 1973 zum 24. Mal ausgetragen und fanden vom 11. bis 15. Juli in Berlin statt. Austragungsstätte war das  Freiwasserbecken im Sportforum Hohenschönhausen, bei denen auf 29 Strecken (15 Herren / 14 Damen) die Meister ermittelt wurden. Zum ersten Mal wurden bei den Meisterschaften die Schwimmzeiten im Hundertstelbereich gemessen. Mit acht Titeln war der SC Dynamo Berlin die erfolgreichste Mannschaft und Roger Pyttel vom SC DHfK Leipzig, der fünf Titel gewann, der erfolgreichste Sportler dieser Meisterschaft.
Bei den Meisterschaften gab es trotz der Abwesenheit von Roland Matthes (infektiöse Erkrankung) eine Flut von Rekorden. Kornelia Ender erzielte über 100 Meter Freistil und 100 Meter Schmetterling neue Weltrekorde. Andrea Eife über 200 Meter Freistil und 200 Meter Rücken sowie Rosemarie Kother über 200 Meter Schmetterling stellten neue Europarekorde auf. Für neue DDR-Rekorde bei den Herren sorgte Roger Pyttel über 100 und 400 Meter Freistil sowie 200 Meter Lagen. Bei den Damen gelang dies Renate Vogel über 100 Meter Brust und Gudrun Wegner über 400 Meter Lagen. Des Weiteren stellte die Herrenstaffel vom SC Dynamo Berlin über die 4 × 100 Meter Lagen sowie die Damenstaffeln vom SC DHfK Leipzig über die 4 × 100 Meter Freistil und vom SC Einheit Dresden über die 4 × 100 Meter Lagen neue DDR-Rekorde für Klubstaffeln auf.

## Herren
| Wettbewerb          | Gold                                                                        | Gold         | Silber                                 | Silber       | Bronze                                                              | Bronze       |
| 100 m Freistil      | Roger Pyttel SC DHfK Leipzig                                                | 52,78 s      | Peter Bruch SC Dynamo Berlin           | 53,52 s      | Hartmut Flöckner TSC Berlin                                         | 54,54 s      |
| 200 m Freistil      | Roger Pyttel SC DHfK Leipzig                                                | 1:55,06 min  | Hartmut Flöckner TSC Berlin            | 1:58,28 min  | Peter Bruch SC Dynamo Berlin                                        | 1:58,40 min  |
| 400 m Freistil      | Roger Pyttel SC DHfK Leipzig                                                | 4:06,58 min  | Wilfried Hartung TSC Berlin            | 4:09,92 min  | Wolfram Sperling SC DHfK Leipzig                                    | 4:12,87 min  |
| 1500 m Freistil0    | Andreas Meier SC Empor Rostock                                              | 16:32,05 min | Wolfram Sperling SC DHfK Leipzig       | 16:35,30 min | Klaus Dockhorn SC Chemie Halle                                      | 16:36,12 min |
| 100 m Brust         | Jürgen Glas SC Dynamo Berlin                                                | 1:08,34 min  | Wolfram Sperling SC DHfK Leipzig       | 1:09,44 min  | Ulrich Nitzsche SC Karl-Marx-Stadt                                  | 1:10,46 min  |
| 200 m Brust         | Jürgen Glas SC Dynamo Berlin                                                | 2:26,02 min  | Ulrich Nitzsche SC Karl-Marx-Stadt     | 2:29,37 min  | Michael Spormann SC Dynamo Berlin                                   | 2:36,87 min  |
| 100 m Schmetterling | Roger Pyttel SC DHfK Leipzig                                                | 57,08 s      | Hartmut Flöckner TSC Berlin            | 57,48 s      | Christian Lietzmann SC Einheit Dresden                              | 59,61 s      |
| 200 m Schmetterling | Hartmut Flöckner TSC Berlin                                                 | 2:06,02 min  | Gerd Glogowsky SC DHfK Leipzig         | 2:08,97 min  | Volker Pohl SC Einheit Dresden                                      | 2:12,54 min  |
| 100 m Rücken        | Lutz Wanja ASK Vorwärts Rostock                                             | 1:00,33 min  | Christian Lietzmann SC Einheit Dresden | 1:01,21 min  | Thomas Luckau SC Dynamo Berlin                                      | 1:01,68 min  |
| 200 m Rücken        | Lutz Wanja ASK Vorwärts Rostock                                             | 2:10,46 min  | Christian Lietzmann SC Einheit Dresden | 2:10,96 min  | Lothar Noack SC Einheit Dresden                                     | 2:11,14 min  |
| 200 m Lagen         | Roger Pyttel SC DHfK Leipzig                                                | 2:10,06 min  | Christian Lietzmann SC Einheit Dresden | 2:11,14 min  | Wolfram Sperling SC DHfK Leipzig                                    | 2:12,46 min  |
| 400 m Lagen         | Wolfram Sperling SC DHfK Leipzig                                            | 4:37,71 min  | Christian Lietzmann SC Einheit Dresden | 4:40,50 min  | Wolfram Dobroschke SC DHfK Leipzig                                  | 4:50,85 min  |
| 4 × 100 m Freistil  | SC Dynamo Berlin Lutz Unger Peter Bruch Krautz Thomas Luckau                | 3:39,28 min  | SC DHfK Leipzig                        | 3:39,40 min  | TSC Berlin                                                          | 3:44,13 min  |
| 4 × 200 m Freistil  | TSC Berlin Wilfried Hartung Hartmut Flöckner Wolfgang Wachenschwanz Strauss | 8:01,84 min  | SC Dynamo Berlin                       | 8:02,51 min  | SC DHfK Leipzig                                                     | 8:02,53 min  |
| 4 × 100 m Lagen     | SC Dynamo Berlin Thomas Luckau Jürgen Glas Peter Bruch Lutz Unger           | 4:02,00 min  | SC DHfK Leipzig                        | 4:05,69 min  | ASK Vorwärts Rostock Lutz Wanja Gerhard Jeschull Fred Reihs Uwe Haß | 4:09,38 min  |

## Damen
| Wettbewerb          | Gold                                                                         | Gold        | Silber                                | Silber      | Bronze                                | Bronze      |
| 100 m Freistil      | Kornelia Ender SC Chemie Halle                                               | 58,25 s     | Andrea Eife SC Dynamo Berlin          | 59,51 s     | Andrea Hübner SC Karl-Marx-Stadt      | 59,76 s     |
| 200 m Freistil      | Andrea Eife SC Dynamo Berlin                                                 | 2:05,70 min | Kornelia Ender SC Chemie Halle        | 2:05,79 min | Elke Sehmisch SC DHfK Leipzig         | 2:09,25 min |
| 400 m Freistil      | Andrea Eife SC Dynamo Berlin                                                 | 4:27,96 min | Elke Sehmisch SC DHfK Leipzig         | 4:29,85 min | Gudrun Wegner SC Einheit Dresden      | 4:31,89 min |
| 800 m Freistil      | Gudrun Wegner SC Einheit Dresden                                             | 9:11,93 min | Cornelia Dörr SC DHfK Leipzig         | 9:20,80 min | Angela Franke SC Magdeburg            | 9:23,69 min |
| 100 m Brust         | Renate Vogel SC Karl-Marx-Stadt                                              | 1:15,0 min  | Brigitte Schuchardt SC Turbine Erfurt | 1:17,69 min | Doris Meier SC Magdeburg              | 1:18,41 min |
| 200 m Brust         | Hannelore Anke SC Karl-Marx-Stadt                                            | 2:44,19 min | Renate Vogel SC Karl-Marx-Stadt       | 2:44,37 min | Brigitte Schuchardt SC Turbine Erfurt | 2:45,48 min |
| 100 m Schmetterling | Kornelia Ender SC Chemie Halle                                               | 1:02,31 min | Rosemarie Kother SC Dynamo Berlin     | 1:03,41 min | Roswitha Beier SC Dynamo Berlin       | 1:03,64 min |
| 200 m Schmetterling | Rosemarie Kother SC Dynamo Berlin                                            | 2:16,03 min | Roswitha Beier SC Dynamo Berlin       | 2:21,48 min | Anne-Kathrin Leucht SC DHfK Leipzig   | 2:25,35 min |
| 100 m Rücken        | Ulrike Richter SC Einheit Dresden                                            | 1:07,00 min | Christine Herbst SC Einheit Dresden   | 1:08,54 min | Sylvia Eichner SC Einheit Dresden     | 1:09,45 min |
| 200 m Rücken        | Andrea Eife SC Dynamo Berlin                                                 | 2:22,34 min | Christine Herbst SC Einheit Dresden   | 2:25,53 min | Ulrike Richter SC Einheit Dresden     | 2:26,81 min |
| 200 m Lagen         | Kornelia Ender SC Chemie Halle                                               | 2:23,43 min | Andrea Eife SC Dynamo Berlin          | 2:24,18 min | Andrea Hübner SC Karl-Marx-Stadt      | 2:24,75 min |
| 400 m Lagen         | Gudrun Wegner SC Einheit Dresden                                             | 5:05,37 min | Angela Franke SC Magdeburg            | 5:08,06 min | Brigitte Schuchardt SC Turbine Erfurt | 5:11,61 min |
| 4 × 100 m Freistil  | SC DHfK Leipzig Ines Zimmermann Gabriele Wetzko Marina Jank Elke Sehmisch    | 4:04,06 min | SC Dynamo Berlin                      | 4:05,37 min | TSC Berlin                            | 4:15,24 min |
| 4 × 100 m Lagen     | SC Einheit Dresden Christine Herbst Karla Linke Gudrun Wegner Sylvia Eichner | 4:33,12 min | SC Dynamo Berlin                      | 4:34,88 min | SC DHfK Leipzig                       | 4:38,89 min |

1. ↑  Renate Vogels Siegerzeit von 1:15,70 über 100 Meter Brust, wurde auf handgestoppte 1:15,0 korrigiert, da der Zeitmesskontakt
auf ihrer Bahn nicht ordnungsgemäß ausgelöst wurde.

## Medaillenspiegel

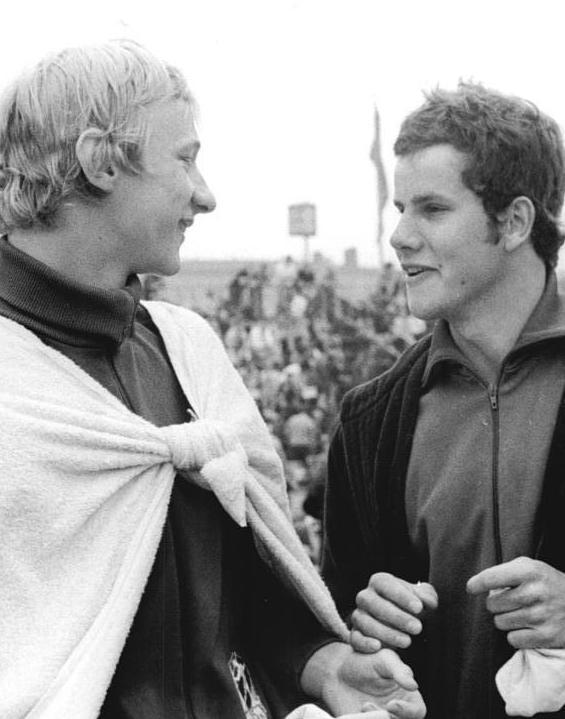
Der fünffache DDR-Meister Roger Pyttel (links) im Gespräch mit Wolfram Sperling.

| Platz | Verein                        | Verein               | Gold | Silber | Bronze | Total |
| ----- | ----------------------------- | -------------------- | ---- | ------ | ------ | ----- |
| 01    | Logo vom SC Dynamo Berlin     | SC Dynamo Berlin     | 8    | 8      | 4      | 20    |
| 02    |                               | SC DHfK Leipzig      | 7    | 7      | 7      | 21    |
| 03    | Logo vom SC Einheit Dresden   | SC Einheit Dresden   | 4    | 6      | 6      | 16    |
| 04    | Logo vom SC Chemie Halle      | SC Chemie Halle      | 3    | 1      | 1      | 05    |
| 05    | Logo vom TSC Berlin           | TSC Berlin           | 2    | 3      | 3      | 08    |
| 06    | Logo vom SC Karl-Marx-Stadt   | SC Karl-Marx-Stadt   | 2    | 2      | 3      | 07    |
| 07    | Logo vom ASK Vorwärts Rostock | ASK Vorwärts Rostock | 2    | –      | 1      | 03    |
| 08    | Logo vom SC Empor Rostock     | SC Empor Rostock     | 1    | –      | –      | 01    |
| 09    | Logo vom SC Turbine Erfurt    | SC Turbine Erfurt    | –    | 1      | 2      | 03    |
| 09    | Logo vom SC Magdeburg         | SC Magdeburg         | –    | 1      | 2      | 03    |
|       | Total                         | Total                | 29   | 29     | 29     | 87    |